# Kolej krzesełkowa na Nosal
Kolej krzesełkowa na Nosal – nieczynna kolej krzesełkowa z krzesełkami 1-osobowymi, z Zakopanego na Nosal w Tatrach. Przebiega przez teren Tatrzańskiego Parku Narodowego. Funkcjonowała w ramach Centrum Narciarskiego Nosal w Zakopanem. Kolej wybudował Mostostal Zabrze, a jej właścicielem jest Centralny Ośrodek Sportu.

## Historia
Kolej została uruchomiona w 1962. Od 2012 jest nieczynna z uwagi na skomplikowaną sytuację prawną i własnościową. Grunty w dolnej części stoku należą do rodziny Stramów, górna część trasy leży na terenie Tatrzańskiego Parku Narodowego, a sama kolej jest własnością Centralnego Ośrodka Sportu.

## Dane techniczne
| Kolej krzesełkowa                     | na Nosal  |
| ------------------------------------- | --------- |
| Długość trasy [m]                     | 598       |
| Poziom stacji dolnej [m n.p.m.]       | 938,5     |
| Poziom stacji górnej [m n.p.m.]       | 1168,4    |
| Różnica poziomów [m]                  | 229,9     |
| Podpory trasowe                       | 11        |
| Typ krzesełek                         | 1-osobowe |
| Liczba krzesełek                      | 54        |
| Zdolność przewozowa [osób na godzinę] | 360       |